# Sputnik 40
Sputnik 40 (russisch Спутник 40, französisch Spoutnik 40) auch Sputnik Jr, Radio Sputnik 17 und RS-17 war ein französisch-russischer Amateurfunksatellit, der 1997 zum Gedenken an den vierzigsten Jahrestag des Starts von Sputnik 1, dem ersten künstlichen Satelliten der Welt, ins Leben gerufen wurde. Der Satellit bestand aus einem Modell des Sputnik 1 im Maßstab 1:3 und wurde von Schülern im Polytechnischen Labor von Naltschik in Kabardino-Balkarien gebaut. Der Telemetriesender wurde von Schülern des Jules Reydellet College in La Réunion mit technischer Unterstützung der AMSAT-France gefertigt.

## Mission
Sputnik 40 wurde zusammen mit einem Ersatzexemplar (Sputnik 40-2) an Bord der Progress-M 36 am 5. Oktober 1997 gestartet und zur Raumstation Mir gebracht. Am 3. November 1997 wurde der Satellit während eines Außenbordeinsatzes der Kosmonauten Anatoli Solowjow und Pawel Winogradow in Betrieb genommen und in eine eigene Umlaufbahn entlassen. Sputnik 40 verfügte über einen 250-mW-Telemetrie-Sender, der wie das Original Sputnik 1 die Innentemperatur als Funktion eines Audio-Signales übertrug. Das Signal wurde weltweit von Funkamateuren empfangen. Am 29. Dezember 1997 stellte Sputnik 40 den Betrieb ein, nachdem die Batterien verbraucht waren. Am 21. Mai 1998 verglühte der Satellit. Der Ersatzsatellit verblieb an Bord und verglühte am 23. März 2001 beim Absturz der Mir.

## Frequenzen
- 145,820 MHz FM – Telemetrie